# Аблаев, Эмирали Сеитибрамович
Эмирали́ Сеитибраи́мович Абла́ев (крымскотат. Emirali Seitibraim oğlu Ablayev, Эмирали Сеитибраим огълу Аблаев; род. 11 июля 1962, Бекабадский район, Ташкентская область) — украинский и российский крымскотатарский общественный и религиозный деятель. Муфтий Крыма с 4 декабря 1999 года. Председатель Духовного управления мусульман Крыма.

## Биография

### Ранние годы
Родился 11 июля 1962 года в селе Дальверзин Бекабадского района Ташкентской области Узбекской ССР. В 1978 году Эмирали Аблаев закончил Дальверзинскую среднюю школу № 11.
Рос в религиозной семье, которая, несмотря на все преграды советской атеистической власти, смогла сохранить ислам и передать его основы своим детям.

### Переезд в Крым
Будучи молодым, Эмирали Аблаев, как и многие его сверстники крымские татары, включается в борьбу крымскотатарского народа за возвращение на свою историческую Родину. В 1988 году вместе с семьёй вернулся в Крым, поселился в селе Долинное Кировского района.

### Религиозная деятельность
Начиная с 1993 года в мечети села Долинное получал персональные уроки религии от авторитетного исламского богослова. В 1995 году был избран имамом села Золотое Поле, а впоследствии — региональным имамом Кировского района. Оставался на этой должности до 1999 года.
В 1998 году обучался в медресе Турции г. Маниса и в том же году совершил хадж. В 1999 году закрепил знания арабского языка в Ливане.
За активное участие в общественной жизни крымскотатарского народа, весомый вклад в дело сохранения традиций и возрождения ислама в Крыму на II Курултае (съезде) мусульман Крыма в 1999 году был избран муфтием мусульман Крыма. В первый срок пребывания на должности муфтия Крыма он продемонстрировал организаторские, профессиональные, лидерские качества. На III и IV Курултае Эмирали Аблаева повторно избирают муфтием Крыма. Первоочередной задачей Эмирали Аблаева было привлечение молодых специалистов с высшим религиозным образованием в аппарат Духовного управления мусульман Крыма, а в последующем — и в местные мусульманские общины. Особое внимание уделялось возврату старинных мусульманских культовых сооружений и строительству новых.
Эмирали Аблаев выступает за возвращение всех без исключения культовых объектов мусульман Крыма, а также объектов культурного исламского наследия. За период его работы в ДУМК было возвращено порядка 80 культовых объектов мусульман и построено более 60 мечетей, а также открыты 3 медресе. На период его руководства Муфтиятом Крыма пришлась борьба за выделение городскими властями Симферополя земельного участка под строительство Буюк Джума-Джами (Соборной мечети), возвращение территории мусульманской святыни «Азизлер» в Бахчисарае и др.
Ещё одним немаловажным проявлением его деятельности на посту муфтия мусульман Крыма является борьба против распространения среди мусульман Крыма чуждых им экстремистских идеологий, спекулирующих на ценностях ислама. Эмирали Аблаев также является делегатом IV и V Курултаев (съездов) крымскотатарского народа и членом президиума Меджлиса крымскотатарского народа.
В сентябре 2013 года на V Курултае мусульман Крыма Эмирали Аблаев был единогласно избран муфтием мусульман Крыма на четвёртый срок.
27 октября 2018 года VI Курултай мусульман Крыма продлил срок полномочий муфтия Эмирали Аблаева на пять лет, до 2023 года. Почётными гостями на данном Курултае также были Сергей Аксёнов и депутат Госдумы РФ Руслан Бальбек.

### Деятельность
Выступает за возвращение всех культовых объектов мусульман Крыма, а также объектов культурного наследия. За период его работы в ДУМК было возвращено около 80 культовых объектов мусульман, построено более 60 мечетей, а также открыты 3 медресе.
25 октября 2017 года по просьбе Аблаева президент России Владимир Путин помиловал Ахтема Чийгоза, Ильми Умерова и мецената-общественника Ресуля Велиляева.
В феврале 2018 года выступил с призывом к крымским татарам принять участие в выборах президента РФ 18 марта 2018 года.
Поддерживает строительство мечети в Симферополе. Контролирует процесс строительства. Открытие планируется в феврале 2024 года.

### Семья
Эмирали Аблаев женат, у него две дочери, один сын, пятеро внуков.

## Критика
После российской аннексии Крыма, Аблаев начал тесное сотрудничество с назначенными Россией властями Крыма. В частности, СМИ отмечали что полный контроль над мечетями Крыма российским спецслужбам удалось установить, в частности при попустительстве Аблаева.

## Награды
- Орден «За заслуги» III степени (18 августа 2009) — за весомый личный вклад в развитие духовности Украины, многолетнюю плодотворную церковную деятельность и по случаю 18-й годовщины независимости Украины[7]
- Медаль Республики Крым «За доблестный труд» (8 июня 2015) — за активное участие в процессе воссоединения Крыма с Россией, укрепление общественно-политической стабильности в сфере межнациональных отношений и в связи с Днём России[8]
- Орден Республики Крым «За верность долгу» (27 июня 2022) — за выдающиеся личные заслуги в сохранении межнационального и межконфессионального мира и согласия в Крыму, активную деятельность, направленную на укрепление дружбы между народами, и в связи с 60-летием со дня рождения[9]
- Медаль Гаспринского (11 июля 2024)[10]